# Букашки. Приключение в Долине муравьёв
«Букашки. Приключение в Долине муравьёв» — полнометражный мультфильм снятый в 2013 году, сиквел одноимённого мультсериала. От создателей мультфильма Охотники на драконов.
Фильм посвящён памяти художника Жана «Мёбиуса» Жиро, который участвовал в производстве, но умер за год до премьеры.

## Сюжет
Группа чёрных муравьев случайно обнаружила на поляне коробку с сахаром, которую забыли туристы, приезжавшие на пикник. Эта находка имеет огромную ценность для всего муравьиного племени, и они решают переправить коробку в муравейник, а их друг — божья коровка — им в этом помогает. Но яркий цвет коробочки привлёк и других букашек — рыжих муравьёв, которые уже собрали войско, чтобы отбить у меньших собратьев ценный трофей. Конфликт перерастает в полномасштабную войну и осаду муравейника, но отважной божьей коровке удаётся решить проблему и помочь своим друзьям одержать победу над рыжими агрессорами.

## Фестивали и награды
- Номинация: Tallinn Black Nights Film Festival (Лучший детский фильм)
- Номинация: Европейская киноакадемия (Лучший анимационный фильм)
- Номинация: San Sebastian International Film Festival (Лучший анимационный фильм)
- Отбор: «Оскар» и BAFTA
- Победа: Mill Valley Film Festival (San Francisco) (Children’s FilmFest Gold Award)
- Победа: Chicago International Children’s Film Festival (Почётный приз)
- Победа: China International Cartoon and Animation Festival (Серебряный кубок приз за анимационный фильм)
- Победа: 5th Magritte Awards (Премия за лучший иностранный фильм в сотрудничестве производства)
- Победа: 40th «Сезар» (премия за лучший анимационный фильм)